# Franco Ferreiro
Franco Ferreiro (Uruguaiana, 14 november 1983) is een voormalig Braziliaans tennisser. Hij was prof sinds 2002 en was voornamelijk actief in het herendubbeltennis.
Ferreiro heeft geen ATP-toernooi gewonnen. Hij heeft wel zestien challengers in het dubbelspel op zijn naam staan.

## Palmares
| Legenda                       | Legenda               |
| ----------------------------- | --------------------- |
| Grand Slam                    |                       |
| Olympische Spelen             |                       |
| tot 2009                      | vanaf 2009            |
| Tennis Masters Cup            | ATP Finals            |
| ATP Masters Series            | ATP Tour Masters 1000 |
| ATP International Series Gold | ATP Tour 500          |
| ATP International Series      | ATP Tour 250          |

### Dubbelspel
| Nr.                          | Datum            | Toernooi   | Ondergrond | Partner  | Tegenstanders in finale      | Score       | Details |
| ---------------------------- | ---------------- | ---------- | ---------- | -------- | ---------------------------- | ----------- | ------- |
| verloren finales herendubbel |                  |            |            |          |                              |             |         |
| 1.                           | 20 februari 2011 | Copa Claro | Gravel     | André Sá | Oliver Marach Leonardo Mayer | 6–7(8), 3-6 | Details |

## Prestatietabel
| Legenda | Legenda                          |
| ------- | -------------------------------- |
| g.t.    | geen toernooi gehouden           |
| l.c.    | lagere categorie                 |
| –       | niet deelgenomen                 |
| G       | uitgeschakeld in de groepsfase   |
| 1R      | uitgeschakeld in de eerste ronde |
| 2R      | uitgeschakeld in de tweede ronde |
| 3R      | uitgeschakeld in de derde ronde  |
| 4R      | uitgeschakeld in de vierde ronde |
| KF      | uitgeschakeld in de kwartfinale  |
| HF      | uitgeschakeld in de halve finale |
| F       | de finale verloren               |
| W       | het toernooi gewonnen            |
| w-v     | winst/verlies-balans             |

### Prestatietabel grand slam, enkelspel
| Toernooi        | 2009 |
| --------------- | ---- |
| Australian Open | –    |
| Roland Garros   | 1R   |
| Wimbledon       | –    |
| US Open         | –    |

### Prestatietabel grand slam, dubbelspel
| Toernooi        | 2011 |
| --------------- | ---- |
| Australian Open | 1R   |
| Roland Garros   | 1R   |
| Wimbledon       | 1R   |
| US Open         | 2R   |